# The Complete RCA Victor Recordings
The Complete RCA Victor Recordings è una raccolta antologica di Dizzy Gillespie pubblicata nel 1995 dall'etichetta Bluebird Records.

## Il Disco
Il doppio cd in formato cofanetto (box-set) raccoglie tutto il materiale inciso dal celebre trombettista afroamericano per la casa discografica RCA Victor sia come leader che come collaboratore per conto altrui.
Le date d'incisione vanno dal 17 maggio 1937 fino al 6 luglio 1949.
I brani incisi con la big band di Teddy Hill rappresentano in assoluto le prime registrazioni in studio della corposa discografia gillespiana; tra l'altro nella stessa orchestra, intorno al 1935, aveva militato il primo idolo musicale di Dizzy, ovvero Roy Eldridge.
L'importanza storica delle incisioni risiedono nell'ulteriore spinta alla definitiva affermazione del Bebop: composizioni come Ol Man Rebop, Anthropology, A Night in Tunisia e 52nd Street Theme sono, secondo il critico Arrigo Polillo, perfetti esempi del genere in questione, nonché le prime composizioni del nuovo stile a essere registrate da una major, grazie soprattutto all'intercessione di Leonard Feather presso i discografici. Oltre a ciò in questa raccolta assistiamo pure alle prime apparizioni su disco del latin jazz e più precisamente del sottogenere afro-cubano (22 dicembre 1947). L'ispirazione per questa svolta musicale venne a Gillespie dalle sue precedenti esperienze con Cab Calloway, probabilmente il primo band-leader ad introdurre elementi sonori di derivazione antillese nelle sue esecuzioni, per merito soprattutto dell'arrangiatore Mario Bauza; oltre ciò molto importanti furono le jam session con le orchestre di Machito e Noro Morales, alle quali il trombettista prese parte attiva in quel periodo. Per l'amalgama del bop con le sonorità e le ritmiche, mutuate dalla Musica cubana, furono inoltre fondamentali le collaborazioni col compositore Gil Fuller (già arrangiatore per Machito e Tito Puente) e col percussionista Chano Pozo: nonostante la sua prematura scomparsa (2 dicembre 1948) lo stile ritmico di quest'ultimo influenzò profondamente le successive scelte musicali di Dizzy.
Per quanto riguarda la session del 22 agosto 1947 alcuni studiosi mettono in dubbio la composizione della formazione risultante dai documenti ufficiali. Sicuramente la presenza di John Collins e Milt Jackson è spuria, ed essi figurano nei registri RCA, probabilmente soltanto per un favore economico fatto dal leader nei confronti di due amici.
La Metronome All Stars era un ensemble costituita dai musicisti giunti ai primi posti nel referendum annuale, indetto dalla rivista Metronome, per ogni rispettivo strumento; Pete Rugolo si occupò della direzione artistica del progetto. Nella sua autobiografia, Miles Davis giudica negativamente, sul piano dei contenuti musicali, la session del 3 gennaio 1949, egli ne salva solo lo scherzo giocato nei confronti di Gillespie da lui stesso e Fats Navarro: gli ultimi due infatti si misero ad improvvisare nello stile del primo, in maniera talmente simile all'originale, da non far comprendere neppure a Dizzy, al momento dell'ascolto della registrazione, chi realmente avesse suonato determinate parti strumentali. Davis rammenta pure di come, per causa di Charlie Parker, le incisioni si protrassero per più di tre ore rispetto all'orario previsto. Bird infatti, fingendo di non riuscire ad assimilare gli arrangiamenti per ciascuna composizione, causò il ricorso agli straordinari, riuscendo così ad alzare la sua ed altrui paga ben oltre quella prevista dal contratto stipulato con la RCA Victor: a causa dell'esito di questo stratagemma un brano fu intitolato Overtime.
Per trasferire digitalmente gli originali nastri analogici, i tecnici della BMG utilizzarono il sistema computerizzato CEDAR.

## Tracce

### Disco 1
1. Manteca – 3:06 (Dizzy Gillespie - Walter "Gil" Fuller - Chano Pozo)
2. Anthropology (Take 2) – 2:53 (Dizzy Gillespie - Charlie Parker)
3. Teddy Hill Orchestra – King Porter Stomp – 3:04 (Jelly Roll Morton)
4. Teddy Hill Orchestra – Yours And Mine – 2:41 (Nacio Herb Brown - Arthur Freed)
5. Teddy Hill Orchestra – Blue Rhythm Fantasy – 2:42 (Teddy Hill - Chappie Willett)
6. Lionel Hampton Orchestra – Hot Mallets – 2:17 (Lionel Hampton)
7. 52nd Street Theme (Take 1) – 3:13 (Thelonious Monk)
8. 52nd Street Theme (Take 2) – 3:05 (Thelonious Monk)
9. Night in Tunisia (Take 1) – 3:07 (Dizzy Gillespie - Frank Paparelli)
10. Night In Tunisia (incomplete take) – 2:05 (Dizzy Gillespie - Frank Paparelli)
11. Ol' Man Rebop – 2:44 (Leonard Feather - Floyd Wilson)
12. Anthropology (Take 1) – 2:37 (Dizzy Gillespie - Charlie Parker)
13. Ow! – 2:56 (Dizzy Gillespie)
14. Oop-Pop-A-Da – 3:12 (Dizzy Gillespie - Babs Gonzales)
15. Two Bass Hit – 2:46 (Dizzy Gillespie - John Lewis)
16. Stay On It – 3:13 (Tadd Dameron - Dizzy Gillespie)
17. Algo Bueno (Woody 'n You) – 2:59 (Dizzy Gillespie)
18. Cool Breeze – 2:48 (Tadd Dameron - Billy Eckstine - Dizzy Gillespie)
19. Cubana Be – 2:41 (Dizzy Gillespie - George Russell)
20. Cubana Bop – 3:17 (Dizzy Gillespie - George Russell)
21. Ool-Ya-Koo – 2:52 (Dizzy Gillespie - Walter "Gil" Fuller)
22. Minor Walk – 2:44 (Linton Garner - Dizzy Gillespie)

### Disco 2
1. Good Bait – 2:46 (Count Basie - Tadd Dameron)
2. Guarachi Guaro – 3:12 (Dizzy Gillespie - Chano Pozo)
3. Duff Capers – 3:10 (Linton Garner - Dizzy Gillespie)
4. Lover, Come Back To Me – 3:32 (Oscar Hammerstein II - Sigmund Romberg)
5. I'm Be Boppin' Too (Take 1) – 2:18 (Dizzy Gillespie - Lorraine Gillespie)
6. Swedish Suite – 2:56 (Walter "Gil" Fuller)
7. St. Louis Blues – 3:07 (W. C. Handy)
8. I Should Care – 3:03 (Sammy Cahn - Axel Stordahl - Paul Weston)
9. That Old Black Magic – 2:40 (Harold Arlen - Johnny Mercer)
10. You Go To My Head – 3:01 (J. Fred Coots - Haven Gillespie)
11. Jump Did-Le Ba – 2:28 (Dizzy Gillespie)
12. Dizzier And Dizzier – 3:06 (Count Basie - Gerald Wilson)
13. I'm Be Boppin' Too (Take 2) – 2:22 (Dizzy Gillespie - Lorraine Gillespie)
14. Hey Pete! Let's Eat More Meat – 3:01 (Dizzy Gillespie - Buster Harding - Lester Peterson - Lynn Peterson)
15. Jumpin' With Symphony Sid – 3:03 (Lester Young)
16. If Love Is Trouble – 3:43 (George Handy - Jack Segal)
17. In The Land Of Oo-Bla-Dee – 2:36 (Milt Orent - Mary Lou Williams)
18. Metronome All Stars – Overtime (shorter take) – 3:06 (Geoff Archison - Pete Rugolo)
19. Metronome All Stars – Overtime (longer take) – 4:31 (Geoff Archison - Pete Rugolo)
20. Metronome All Stars – Victory Ball (shorter take) – 2:40 (Lennie Tristano)
21. Metronome All Stars – Victory Ball (longer take) – 4:12 (Lennie Tristano)

I brani sono eseguiti da Dizzy Gillespie e il suo gruppo, eccetto dove indicato.

## Formazioni[1]

### Teddy Hill e la sua orchestra
- Dizzy Gillespie, Bill Dillard, Shad Collins - tromba;
- Dicky Wells - trombone;
- Russell Procope, Howard Johnson - sassofono contralto;
- Robert Carroll, Teddy Hill - sassofono tenore;
- Sam Allen - pianoforte;
- John Smith - chitarra;
- Richard Fullbright - contrabbasso;
- Bill Beason - batteria;
- Bill Dillard - canto (CD 1 traccia 4);

### Lionel Hampton e la sua Orchestra
- Dizzy Gillespie - tromba;
- Benny Carter - sassofono contralto;
- Coleman Hawkins, Ben Webster, Chu Berry - sassofono tenore;
- Lionel Hampton - vibrafono;
- Clyde Hart - pianoforte;
- Charlie Christian - chitarra;
- Milt Hinton - contrabbasso;
- Cozy Cole - batteria

### Dizzy Gillespie e la sua Orchestra
- Dizzy Gillespie - tromba (CD 1 Tr. 1-2, 7-22; CD 2 Tr. 1-21) canto (CD 1 Tr. 14, 18 e 21; CD 2 Tr. 5, 11, 13 e 14)
- Dave Burns (CD 1 Tracce 1 e 13-22; CD 2 Tr. 1-5), Elmon Wright (CD 1 Tr. 1 e 13-22; CD 2 Tr. 1-17), Matthew McKay (CD 1 Tr. 13-16), Ray Orr (CD 1 Tr. 13-16), Lamar Wright Jr. (CD 1 Tr. 1 e 17-22; CD 2 Tr. 1), Benny Bailey (CD 1 Tr. 1 e 17-22; CD 2 Tr. 1), Willie Cook (CD 2 Tr. 2-17), Benny Harris (CD 2 Tr. 6-17) - tromba;
- Taswell Baird (CD 1 Tr. 13-16), William Shepherd (CD 1 Tr. 1 e 13-22; CD 2 Tr. 1), Ted Kelly (CD 1 Tr. 1 e 17-22; CD 2 Tr. 1), Andy Duryea (CD 2 Tr. 2-17), Sam Hurt (CD 2 Tr. 2-13), Jesse Tarrant (CD 2 Tr. 2-13), J. J. Johnson (CD 2 Tr. 14-17), Charles Greenlea (CD 2 Tr. 14-17) - trombone;
- Don Byas (CD 1 Tr. 7-11), James Moody (CD 1 Tr. 13-16), Joe Gayles (CD 1 Tr. 1 e 13-22; CD 2 Tr. 1-17), "Big Nick" Nicholas (CD 1 Tr. 1 e 17-22; CD 2 Tr. 1), Budd Johnson (CD 2 Tr. 2-5), Yusef Lateef (CD 2 Tr. 6-17) - sassofono tenore;
- John Brown (CD 1 Tr. 1 e 13-22; CD 2 Tr. 1-17), Howard Johnson (CD 1 Tr. 1 e 13-22; CD 2 Tr. 1), Ernie Henry (CD 2 Tr. 2-17) - sassofono contralto;
- Cecil Payne (CD 1 Tr. 1 e 13-22; CD 2 Tr. 1-5), Al Gibson (CD 2 Tr. 6-17) - sassofono baritono;
- Milt Jackson (CD 1 Tr. 2, 7-12 e 13-16[11]) - vibrafono
- Bill DeArango (CD 1 Tr. 2 e 7-12), John Collins(CD 1 Tr. 13-16[11]) - chitarra
- Al Haig (CD 1 Tr. 2 e 7-12), John Lewis (CD 1 Tr. 1 e 13-22; CD 2 Tr. 1), James Forman (CD 2 Tr. 2-17) - pianoforte;
- Ray Brown (CD 1 Tr. 2 e 7-16), Al McKibbon (CD 1 Tr. 1 e 17-22; CD 2 Tr. 1-17) - contrabbasso;
- J. C. Heard (CD 1 Tr. 2 e 7-12), Kenny Clarke (CD 1 Tr. 1 e 17-22; CD 2 Tr. 1), Teddy Stewart (CD 2 Tr. 2-17) - batteria;
- Joe Harris - batteria (CD 1 Tr. 13-16), congas (CD 2 Tr. 2-5);
- Chano Pozo - congas e bonghi (CD 1 Tr. 1 e 17-22; CD 2 Tr. 1), voce (CD 1 Tr. 20);
- Vince Guerra (CD 2 Tr. 6-17) - congas;
- Sabu Martinez (CD 2 Tr. 2-5) - bonghi;
- Kenny Hagood (CD 1 Tr. 14, 18 e 21), Johnny Hartman (CD 2 Tr. 8-10 e 16), Joe Carroll (CD 2 Tr. 11, 14 e 17) - voce;
- Tutta l'Orchestra (CD 2 Tr. 14) - cori.

### Metronome All Stars
- Dizzy Gillespie, Miles Davis (escluso CD 2 Tr. 20), Fats Navarro (esc. CD 2 Tr. 20) - tromba;
- Kai Winding, J.J. Johnson (esc. CD 2 Tr. 20) - trombone;
- Buddy DeFranco - clarinetto;
- Charlie Parker - sassofono contralto;
- Charlie Ventura - sassofono tenore;
- Ernie Caceres - sassofono baritono (esc. CD 2 Tr. 20);
- Lennie Tristano - pianoforte;
- Billy Bauer - chitarra;
- Eddie Safranski - contrabbasso;
- Shelly Manne - batteria

## Date d'incisione[1]
- New York, 17 maggio 1937 (CD 1 Tracce 3-5);
- NYC, 13 giugno 1939 (CD 1 Tr. 6);
- NYC, 22 febbraio 1946 (CD 1 Tr. 2, 7-12);
- NYC, 22 agosto 1947 (CD 1 Tr. 13-16);
- NYC, 22 dicembre 1947 (CD 1 Tr. 17-20);
- NYC, 30 dicembre 1947 (CD 1 Tr. 1, 21 e 22; CD 2 Tr. 1);
- NYC, 29 dicembre 1948 (CD 2 Tr. 2-5);
- Chicago, 14 aprile 1949 (CD 2 Tr. 6-9);
- Chicago, 6 maggio 1949 (CD 2 Tr. 10-13);
- NYC, 6 luglio 1949 (CD 2 Tr. 14-17);
- NYC, 3 gennaio 1949 (CD 2 Tr. 18-21).